# Tormato
Tormato je deváté studiové album britské progresivní rockové skupiny Yes. Jeho nahrávání probíhalo v londýnském studiu Advision Studios od prosince 1977 do června 1978 a vyšlo v září 1978 u vydavatelství Atlantic Records. Album produkoval Brian Lane se skupinou Yes. Autorem obalu alba je Hipgnosis.

## Seznam skladeb
| Pořadí         | Název                          | Autor                                                                       | Délka |
| -------------- | ------------------------------ | --------------------------------------------------------------------------- | ----- |
| 1.             | Future Times“ / „Rejoice       | Jon Anderson, Chris Squire, Steve Howe, Rick Wakeman, Alan White / Anderson | 6:46  |
| 2.             | Don't Kill the Whale           | Anderson, Squire                                                            | 3:56  |
| 3.             | Madrigal                       | Anderson, Wakeman                                                           | 2:25  |
| 4.             | Release, Release               | Anderson, White, Squire                                                     | 5:44  |
| 5.             | Arriving UFO                   | Anderson, Howe, Wakeman                                                     | 6:07  |
| 6.             | Circus of Heaven               | Anderson                                                                    | 4:31  |
| 7.             | Onward                         | Squire                                                                      | 4:05  |
| 8.             | On the Silent Wings of Freedom | Anderson, Squire                                                            | 7:47  |
| Celková délka: | Celková délka:                 | Celková délka:                                                              | 41:35 |

## Obsazení
- Jon Anderson – zpěv, perkuse, desetistrunná kytara
- Steve Howe – elektrická kytara, akustická kytara, mandolína, zpěv
- Chris Squire – baskytara, klavír, basové pedály, zpěv
- Rick Wakeman – klavír, varhany, polymoog, birotron, cembalo
- Alan White – bicí, perkuse, zvonkohra, bicí automat, gong, zpěv